# 시지지구
시지지구는 대구광역시 수성구 시지동·신매동·매호동·욱수동 일대를 아우르는 28만 평의 택지개발지구이다. 1992년 택지개발지구가 되었다.